# 뉴욕의 일요일
《뉴욕의 일요일》(영어: Sunday in New York)은 미국에서 제작된 피터 튝스버리 감독의 1963년 로맨틱 코미디 영화이다. 로드 테일러, 제인 폰다, 클리프 로버트슨 등이 출연하였고, 에버렛 프리먼 등이 제작에 참여하였다.

## 출연진
- 로드 테일러
- 제인 폰다
- 클리프 로버트슨
- 로버트 컬프
- 조 모로
- 짐 배커스
- 피터 니로

## 기타 제작진
- 의상: 오리 켈리